# Apollonia Radermecher
Apollonia Radermecher OSE (inna pisownia obecna w źródłach Radermacher, Rademacher) (ur. 9 września 1571 w Akwizgranie, zm. 31 grudnia 1626 tamże) – niemiecka zakonnica, założycielka elżbietanek.

## Życiorys
Pochodziła z zamożnej rodziny, która pomimo reformacji trwała przy katolicyzmie. W 1611 przeniosła się do S. Hertogenbosch w Holandii celem poświęcenia się trosce o chorych i ubogich w licznych hospicjach tam już istniejących. W Holandii zetknęła się ze środowiskiem "pobożnych niewiast" określanych jako "służące", "siostry" lub "beginki", które przywdziewały habit zakonny i składały ślub czystości, lecz nie prowadziły życia wspólnego. W 1622 władze miejskie jej rodzinnego miasta Akwizgranu zwróciły się do niej z prośbą o powrót i podjęcie się prowadzenia miejscowego szpitala, założonego jeszcze w XIV w. Radermecher przyjęła zaproszenie i 13 sierpnia 1622 została mianowana jego dyrektorką. Wobec ogromu zobowiązań z tym związanych, za radą swego kierownika duchowego, założyła nowy instytut zakonny − Elżbietanki z Akwizgranu. W maju 1626 rozpoczęła roczny nowicjat wraz z dwiema towarzyszkami. Zmarła przed jego ukończeniem 31 grudnia 1626.